# Australian and New Zealand Army Corps
Australian and New Zealand Army Corps (ANZAC) (pol. Korpus Wojskowy Australii i Nowej Zelandii) – pierwotnie korpus ekspedycyjny złożony z Australijczyków i Nowozelandczyków sformowany w trakcie I wojny światowej biorący udział od IV do VII 1915 roku w walkach na półwyspie Gallipoli (Gelibolu), na Bliskim Wschodzie i na froncie zachodnim. Wchodził w skład Śródziemnomorskich Sił Ekspedycyjnych pod dowództwem brytyjskim. Współcześnie nazwa stosowana wobec wszystkich żołnierzy armii australijskiej i nowozelandzkiej.
ANZAC Day obchodzony jest 25 kwietnia – w rocznicę pierwszego lądowania pod Gallipoli (odbyło się ono tego dnia w 1915 roku). Obchody zapoczątkowano w 1916 roku. Dzień ten jest świętem australijsko-nowozelandzkiego braterstwa broni i oręża.
W bitwie na Gallipoli ANZAC odniósł ogromne straty: 8 tysięcy zabitych i 20 tysięcy rannych.
Sama nazwa ANZAC jest zastrzeżona przez rząd Australii i nie może być używana do żadnych celów komercyjnych, z wyjątkiem Anzac biscuits (odmiana ciasteczek). Dochód z ich sprzedaży jest przeznaczony dla fundacji weteranów wojskowych.
Nazwę ANZAC nosi na cześć korpusu i australijsko-nowozelandzkiego braterstwa broni typ współczesnych fregat budowanych dla marynarek obu państw.
Historia żołnierzy ANZAC przyczyniła się do powstania koncepcji ducha Anzac.